# Пальмовые острова
«Пальмовые острова» (араб. جزر النخيل‎) — архипелаг искусственных островов. Находится в Объединённых Арабских Эмиратах, в эмирате Дубай. В состав архипелага входят три крупных острова, имеющие каждый форму пальмы:
- Палм-Джумейра,
- Палм-Джабаль-Али,
- Палм-Дейра.

Между островами расположены также искусственные архипелаги «Мир» и «Вселенная» из мелких островов.

## Палм-Джумейра
25°06′28″ с. ш. 55°08′15″ в. д.

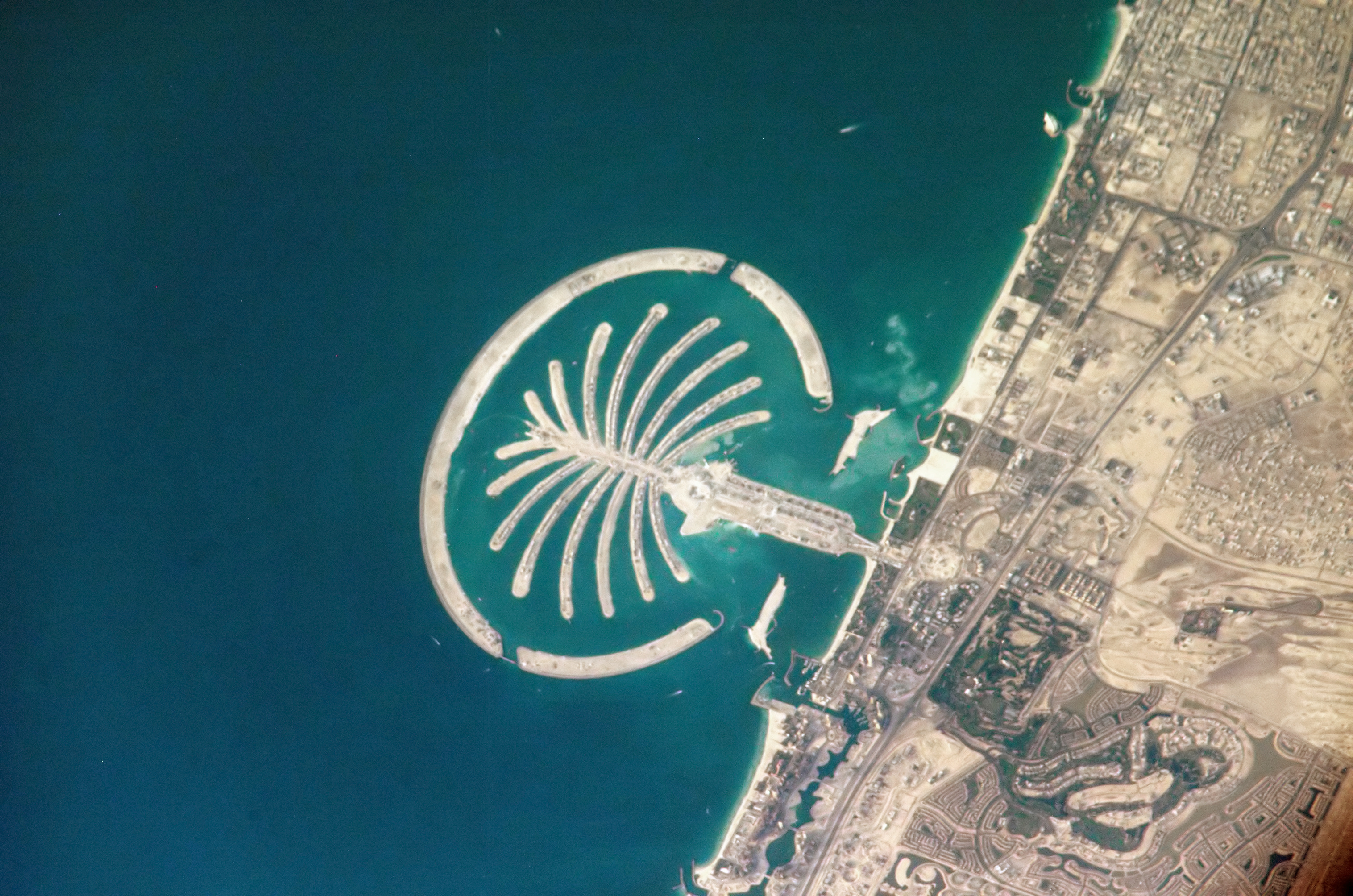
Палм-Джумейра

Строительство острова начато в июне 2001 года. В конце 2006 года остров был постепенно отдан под застройку.

## Палм-Джабаль-Али
25°00′14″ с. ш. 54°59′02″ в. д.

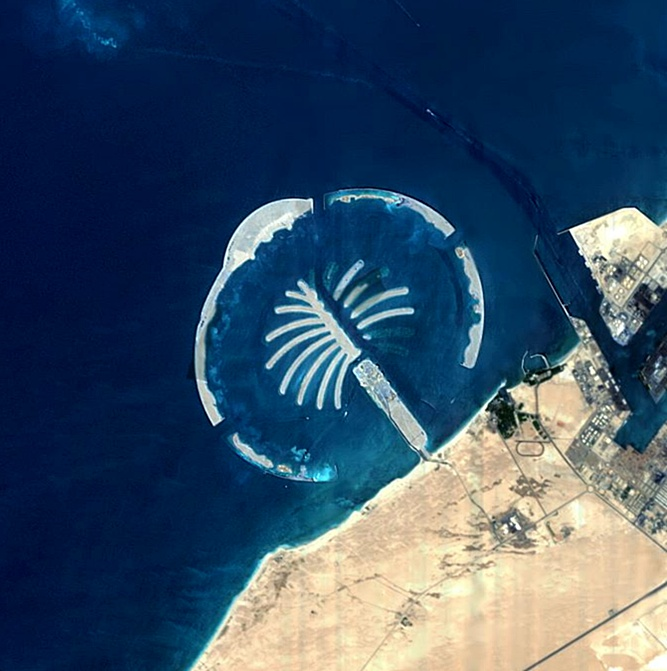
Палм-Джабаль-Али

Строительство начато в октябре 2002 года, остров сдан под застройку в конце 2007 года.

## Палм-Дейра
25°20′00″ с. ш. 55°16′05″ в. д.

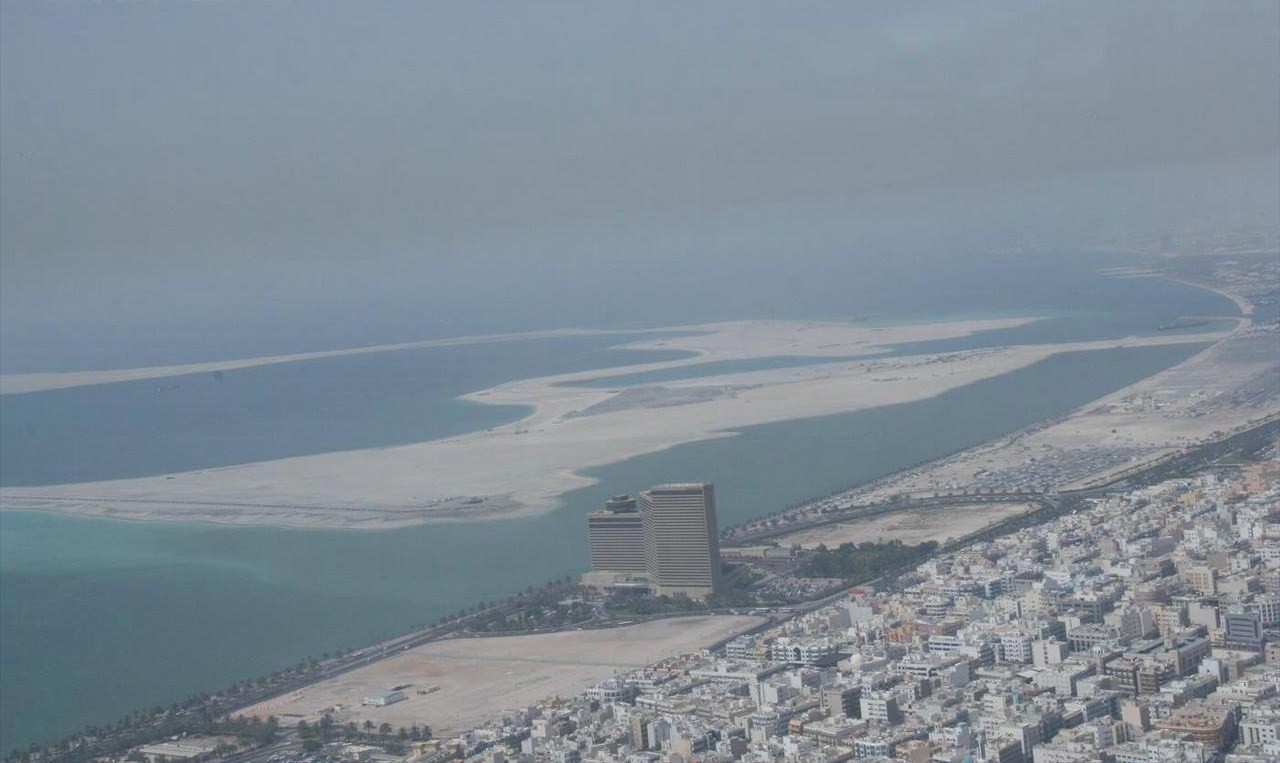
Палм-Дейра

Палм-Дейра планировалась как самая большая из троицы «пальм». Строительство было начато в ноябре 2004 года. В 2013 году проект был переименован в «острова Дейра» и с тех пор существует в виде четырёх островов. В 2016 году был открыт мост, соединивший острова и континентальную часть страны.

## Дубайский монорельс
Дубайский монорельс — линия монорельса на острове Пальма Джумейра в Дубае (ОАЭ). Монорельс соединяет остров с материком.

## Галерея

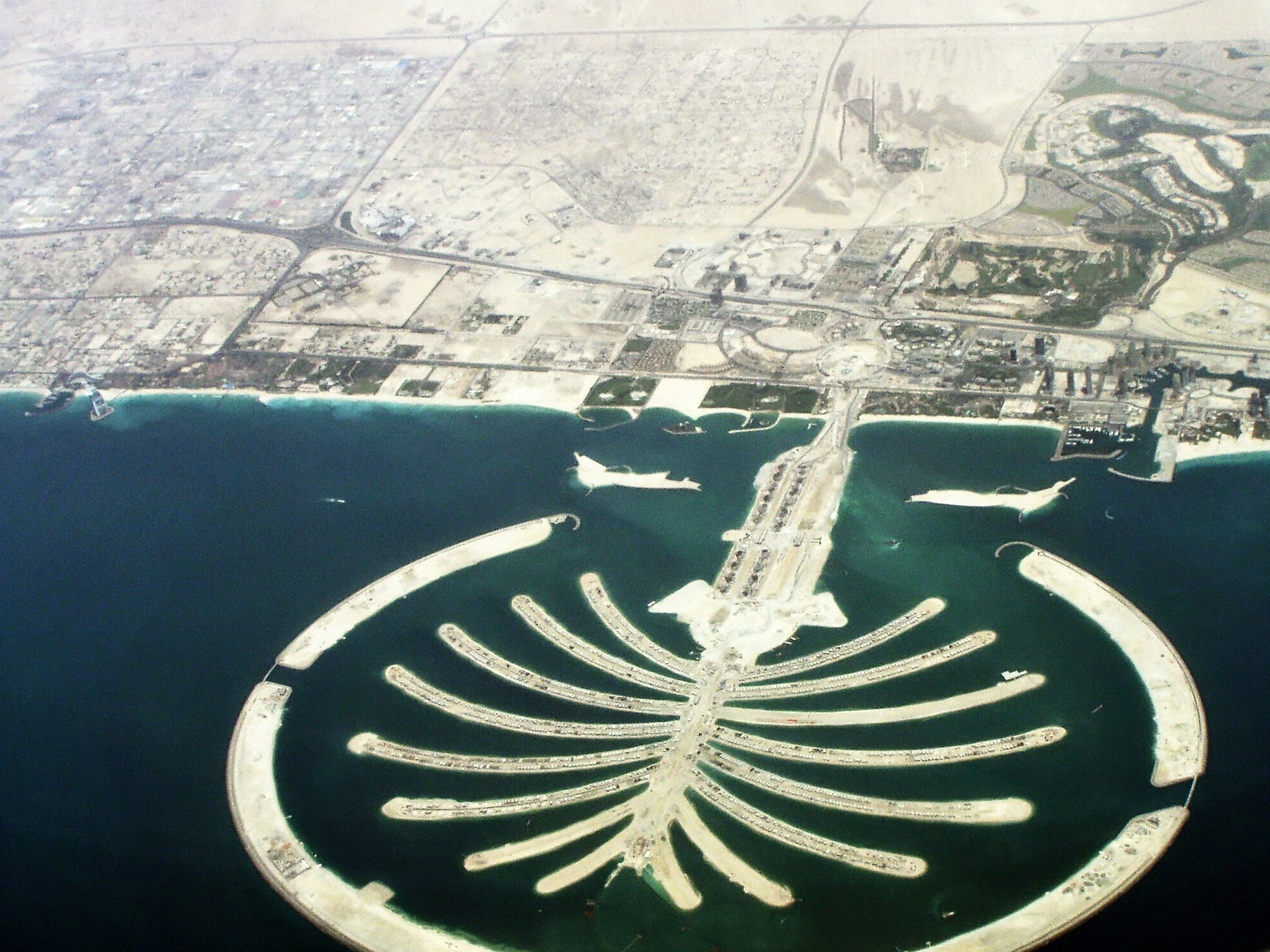
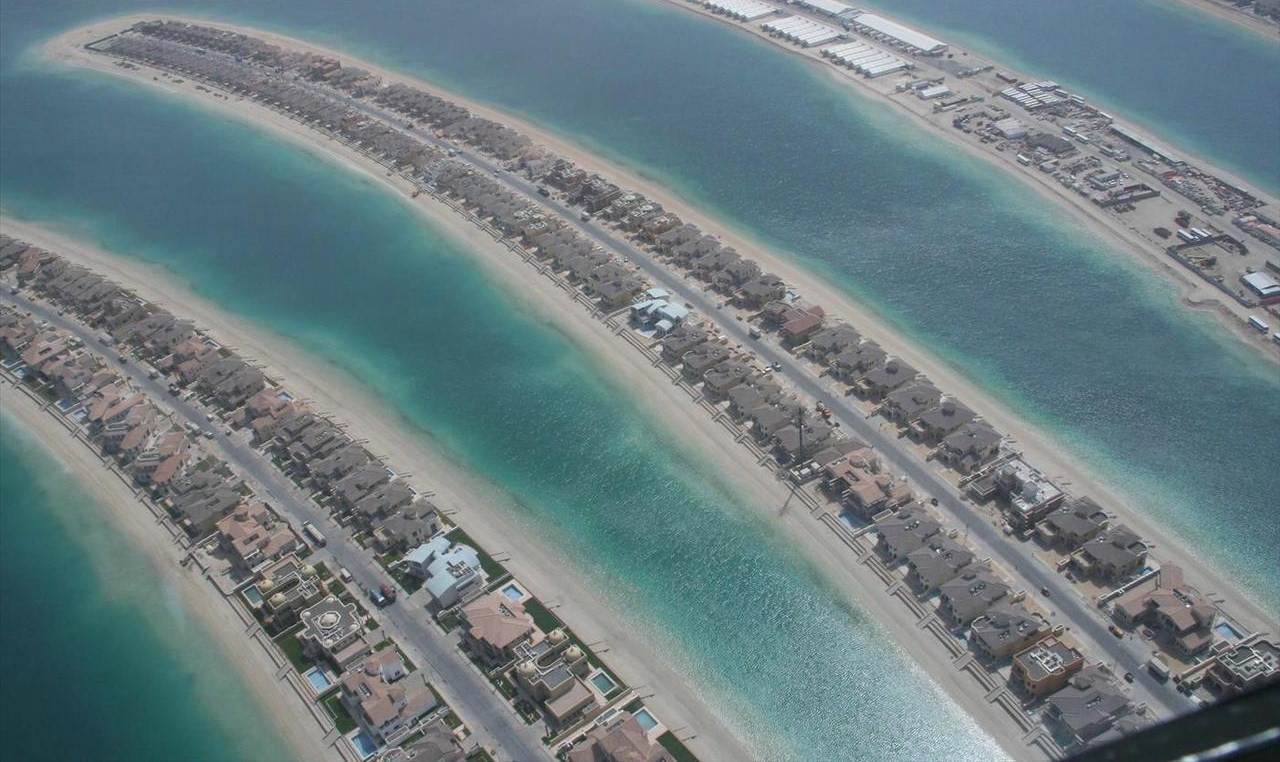
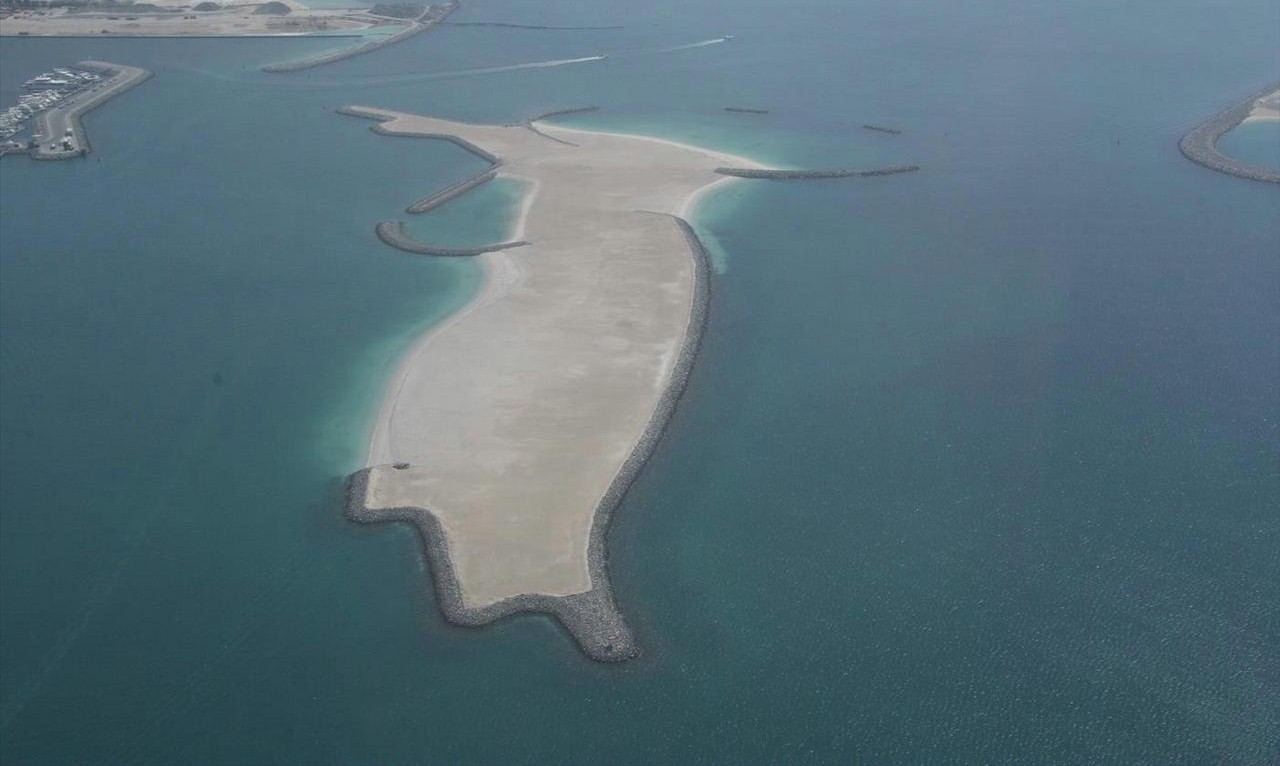
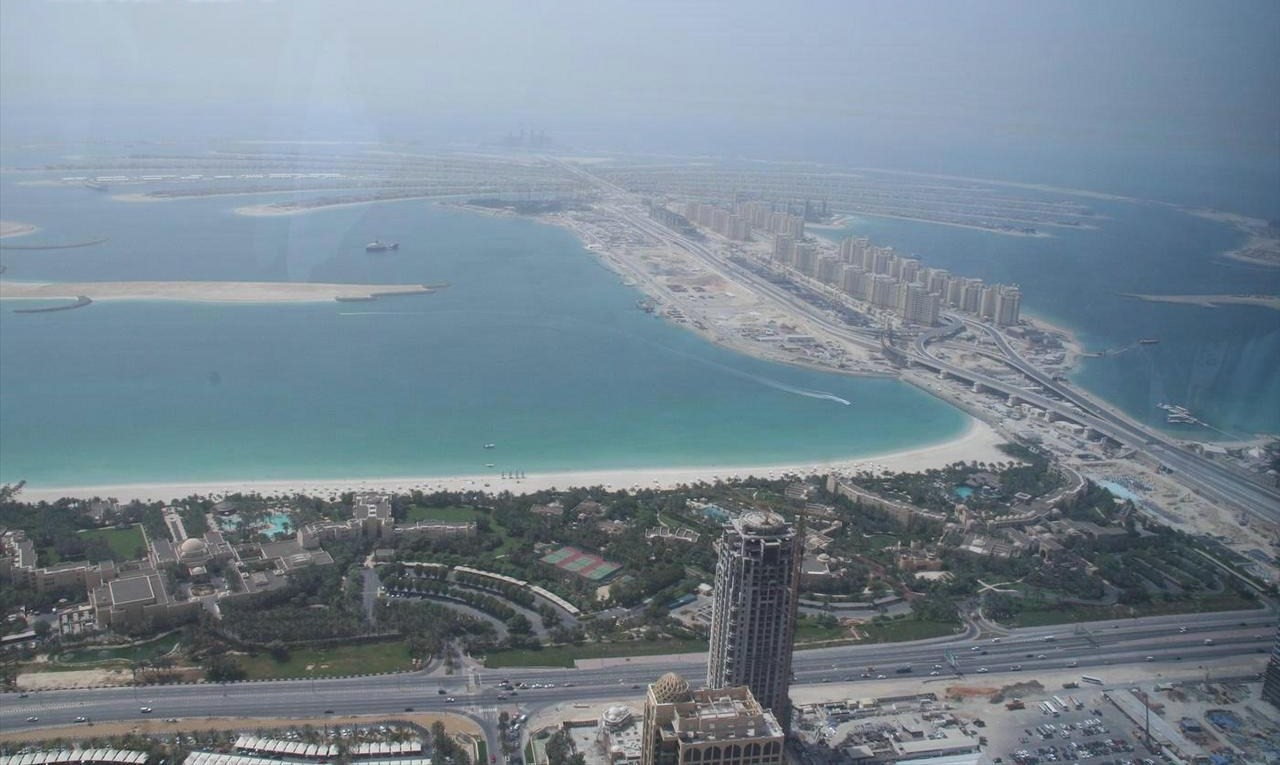
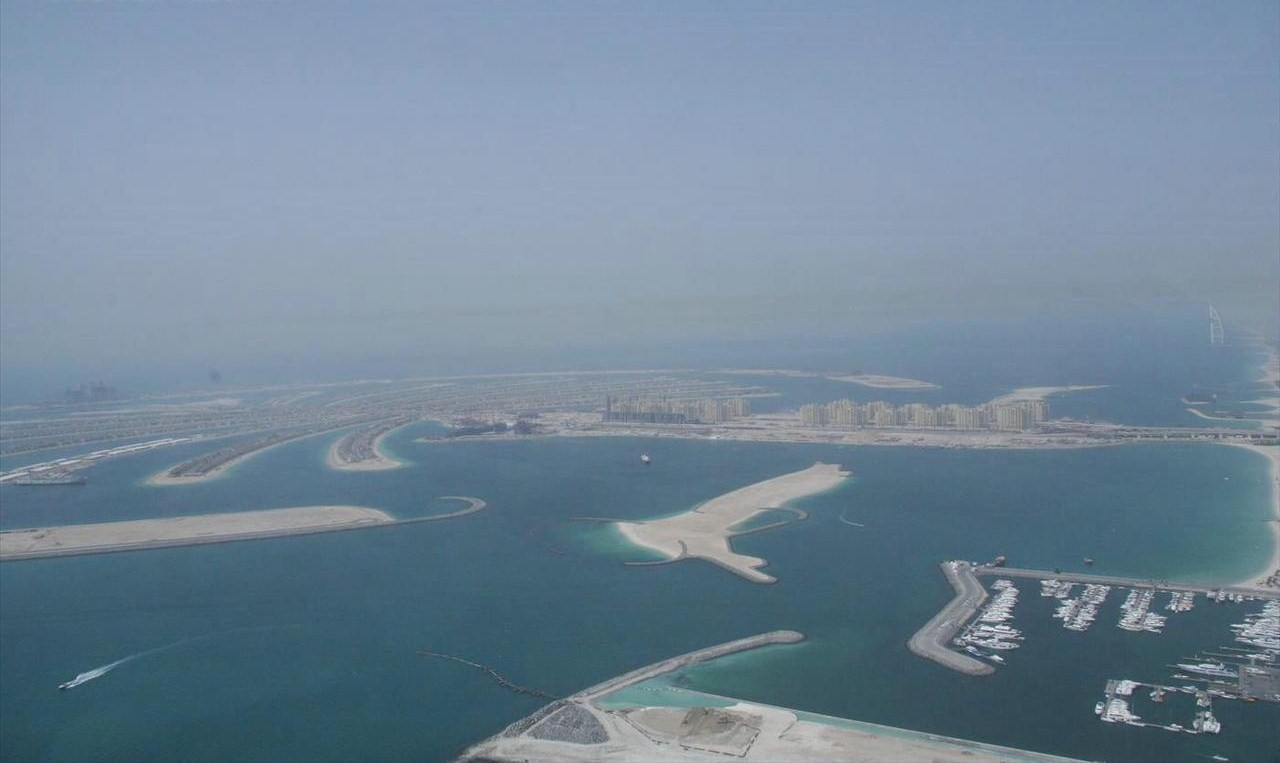
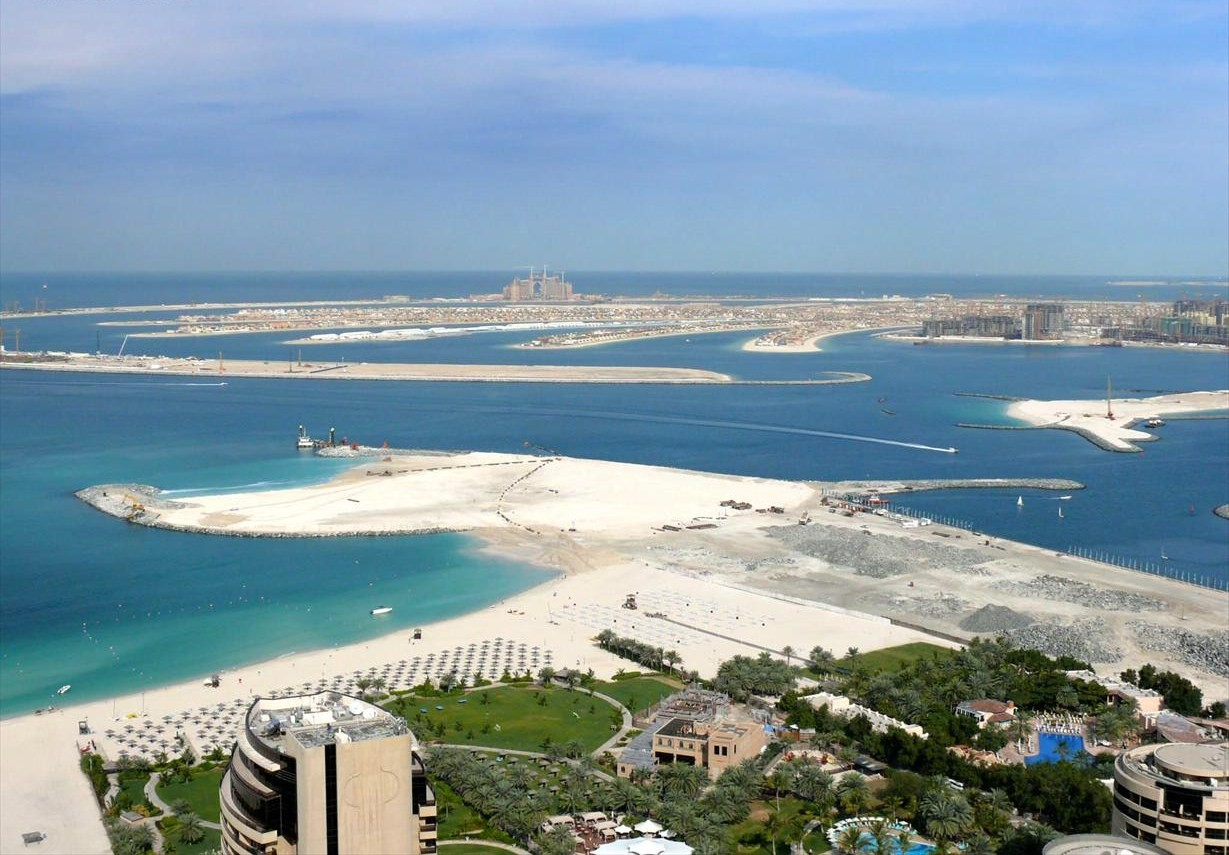
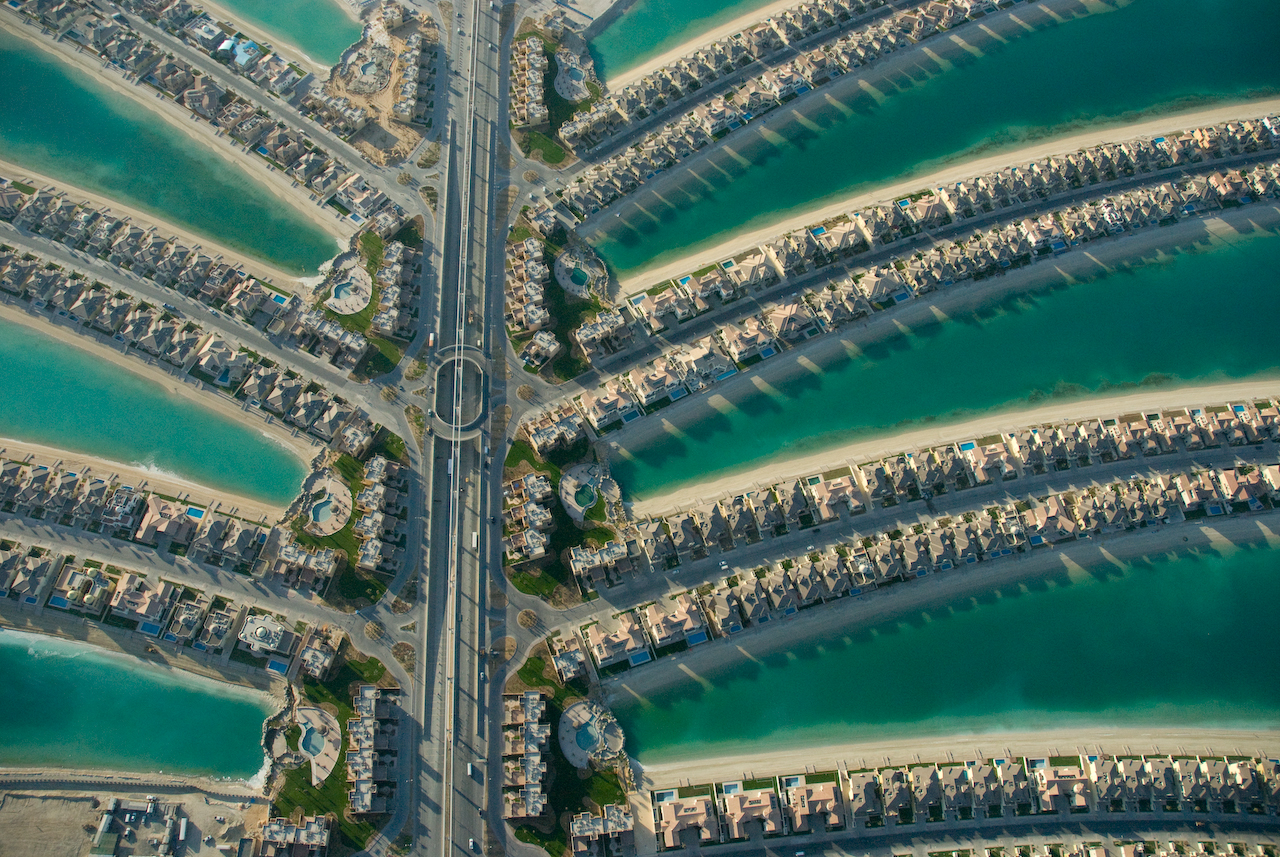
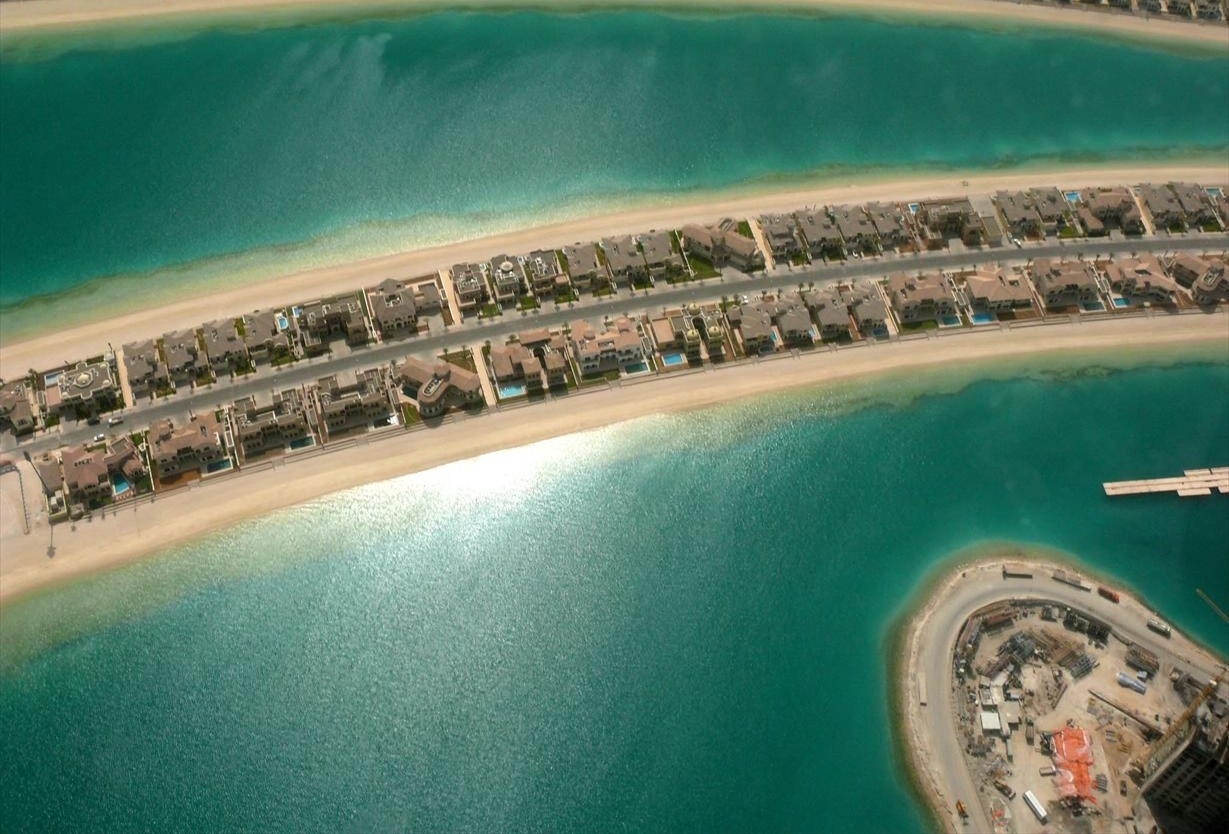